# Tokpa-tokpa
Tokpa-tokpa est un terme du français populaire béninois qui désigne un moyen de transport en commun populaire. Il s'agit de taxis collectifs à ligne régulière et à prix forfaitaire qui circulent dans la région de Cotonou et de ses environs. 

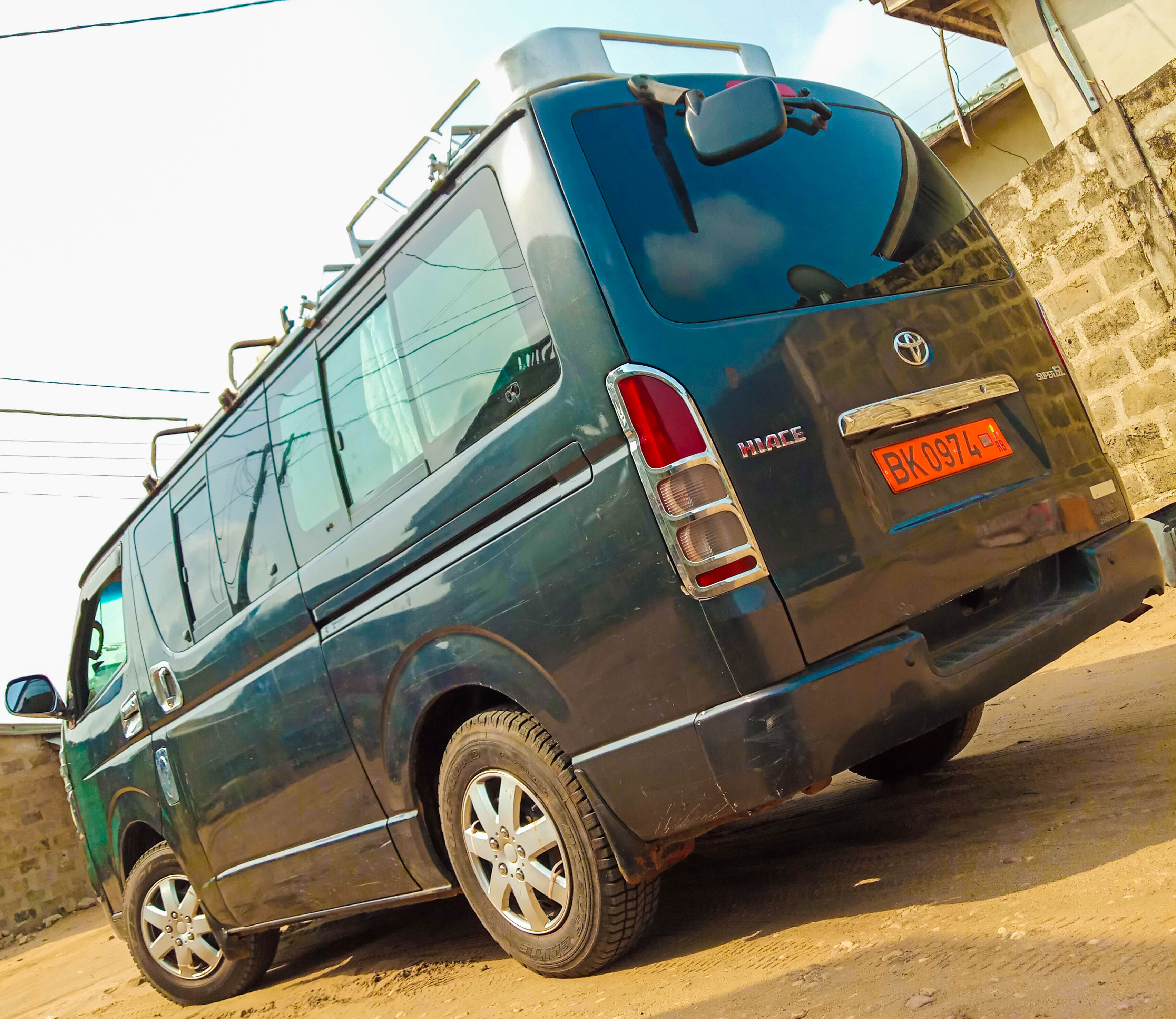
Toyota Hiace (Godomey) au Bénin

## Description

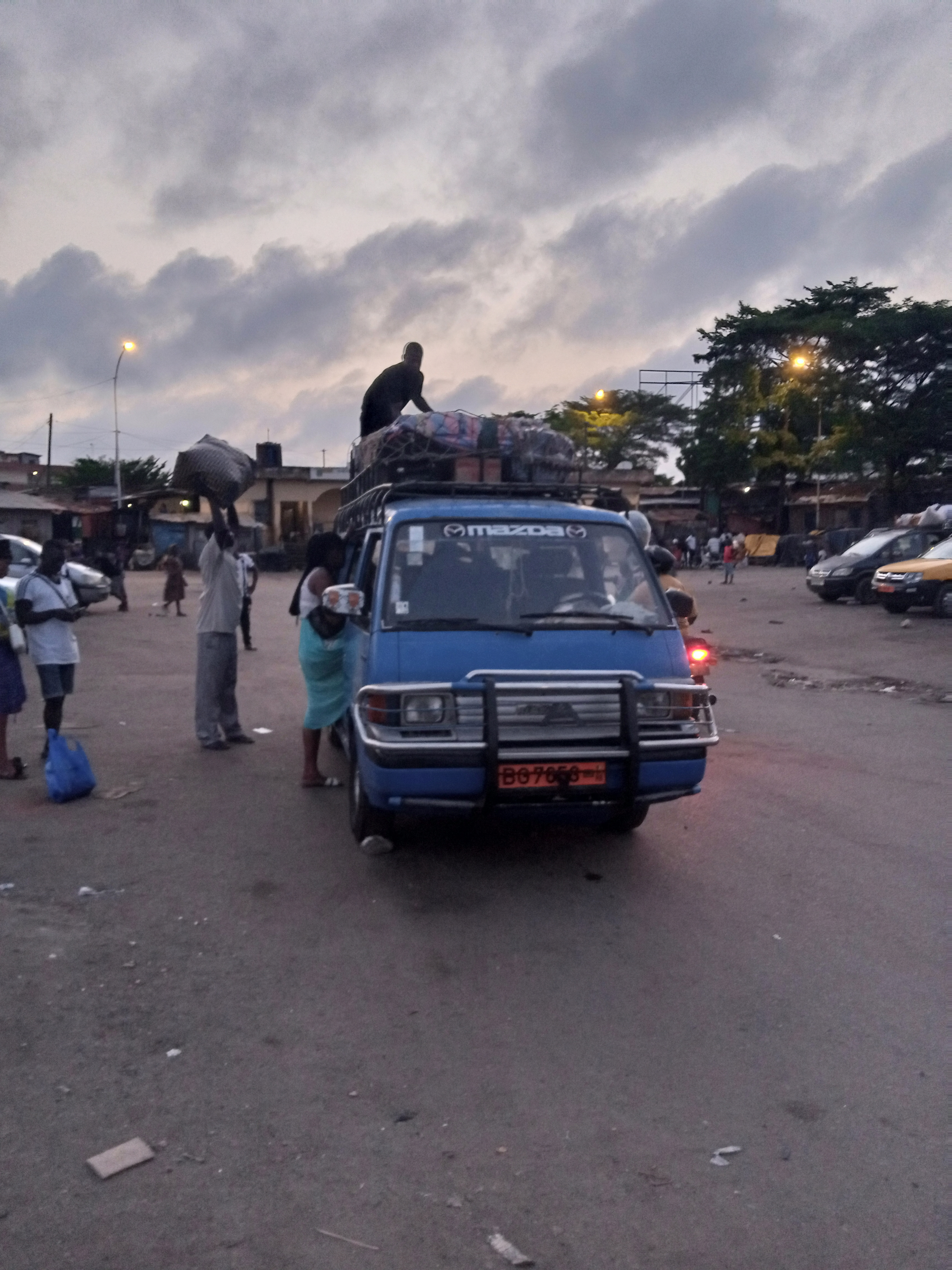
Tokpa-tokpa

C’est un mode de transport qui existe dans presque toute l'Afrique subsaharienne et le Maghreb où on l'appelle louage.
Les types de véhicules utilisés  généralement sont les minibus de 18 places de marque Peugeot J9.

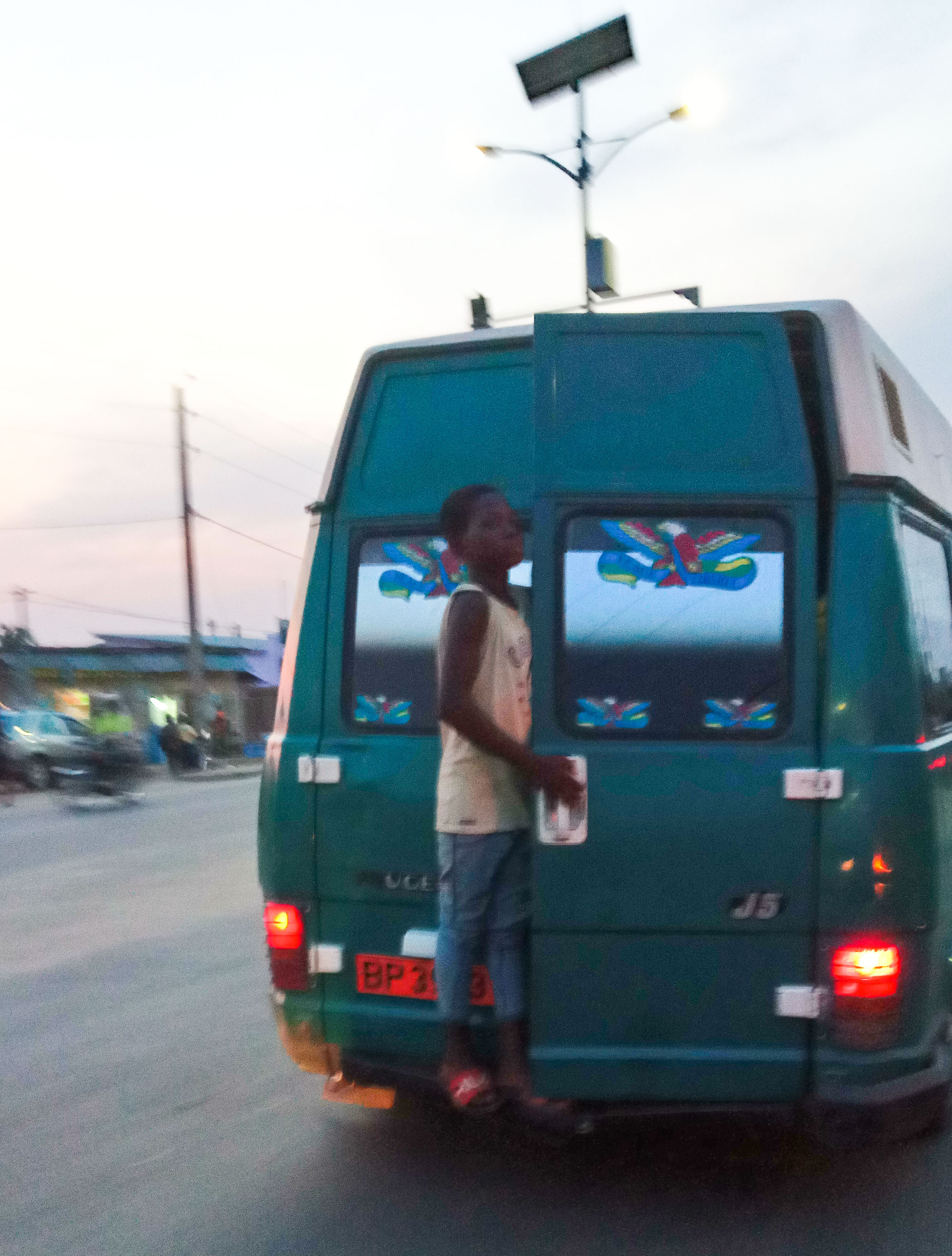
Un enfant apprenti derrière un transport en commun en ville tokpa-tokpa

Très populaires car accessibles à un prix forfaitaire et ne disposant pas de parc, leur embarquement se fait sur la voie et crée souvent des accidents de circulation.
Les Tokpa-Tokpa relient les communes comme Cotonou marché Dantokpa, Abomey-Calavi et Porto-novo, Ouidah et d'autres communes environnantes de Cotonou.
Le cloboto est un tricycle qui est un autre moyen de transport en commun populaire au Bénin.

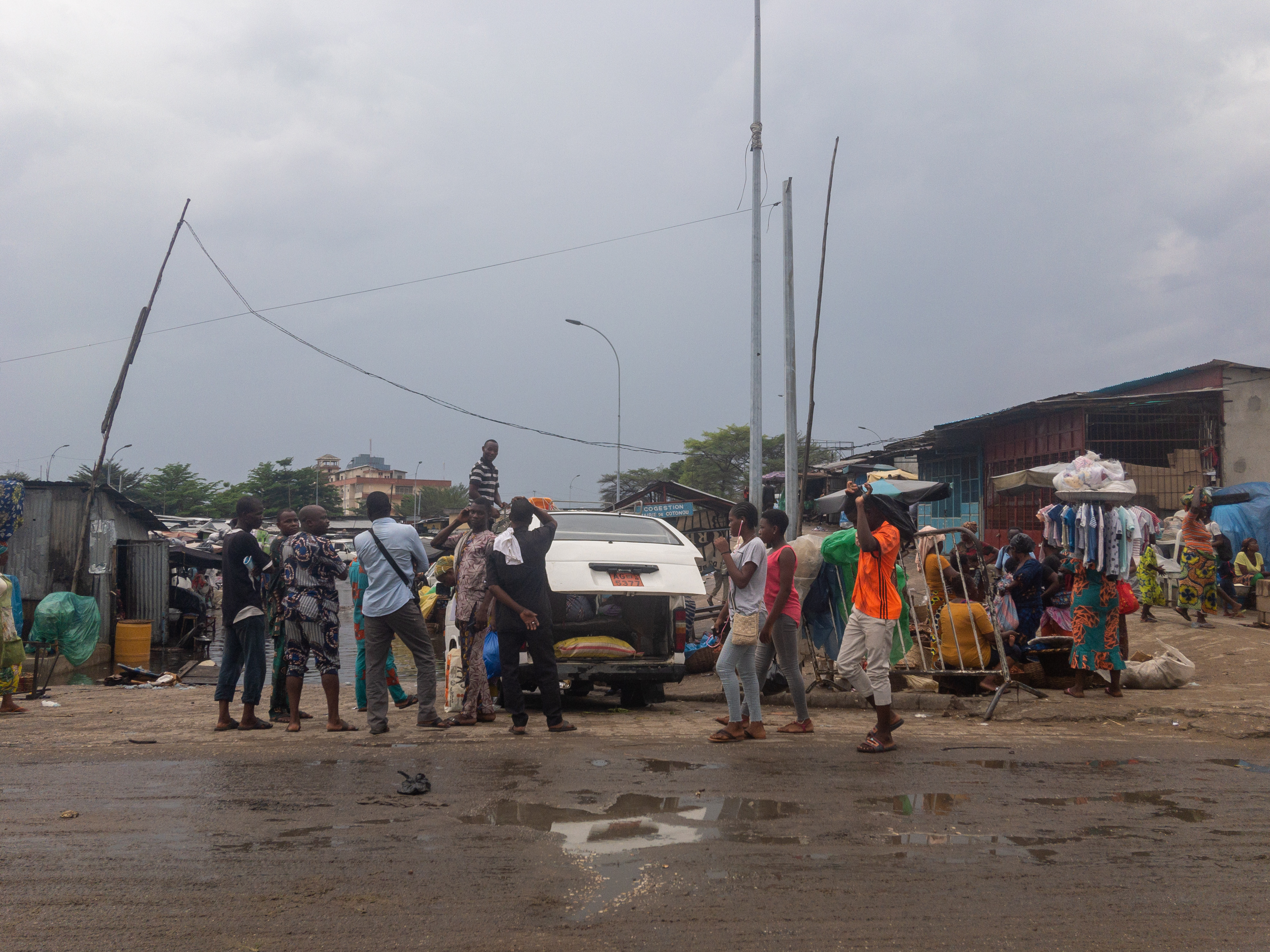
Chargement d'un tokpa-tokpa à Dantokpa